# Hofmark Bergen
Die Hofmark Bergen war eine Hofmark des Klosters Bergen der Benediktinerinnen mit Sitz in Bergen bei Neuburg, heute ein Stadtteil von Neuburg an der Donau im oberbayerischen Landkreis Neuburg-Schrobenhausen.

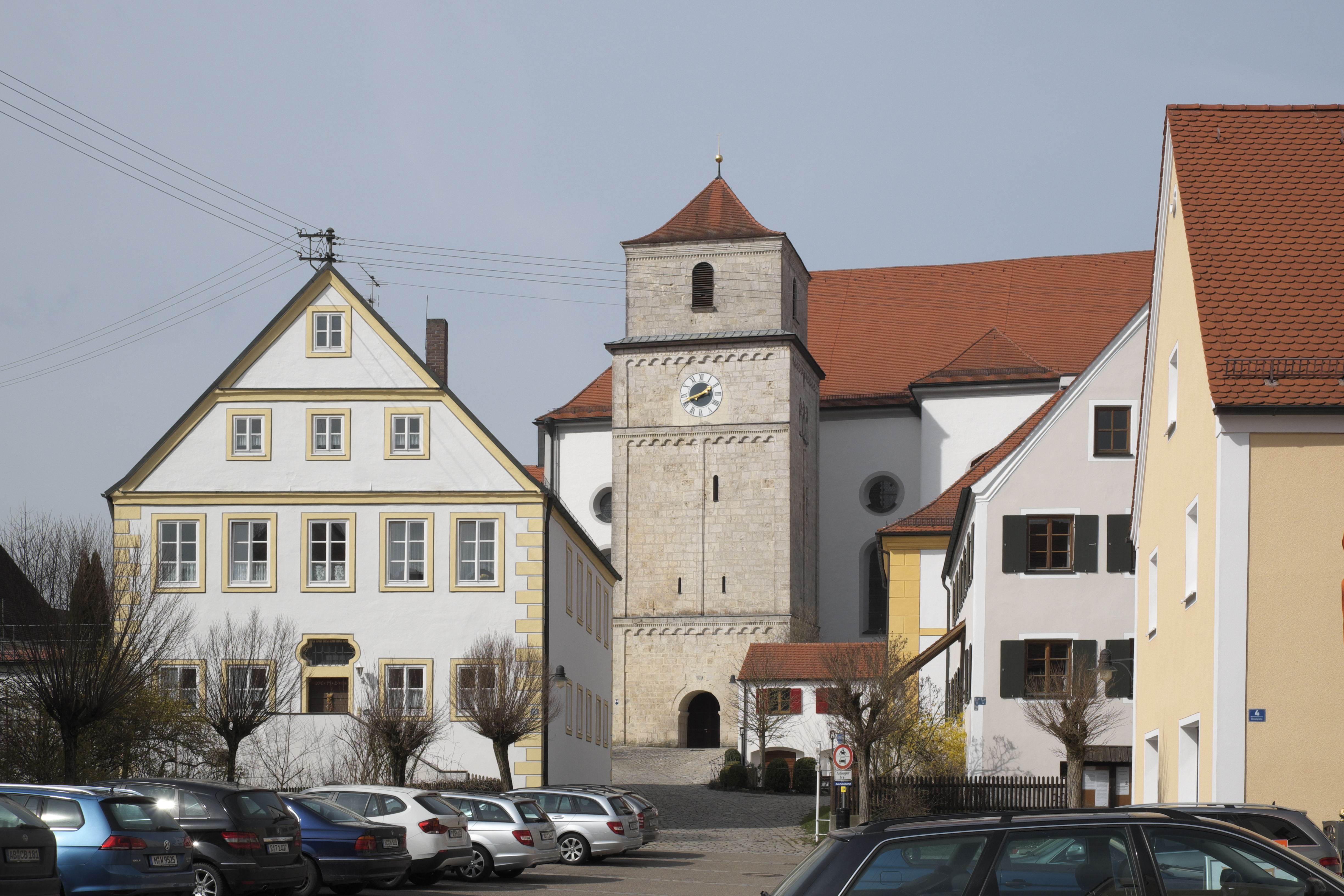
Ehemaliges Kloster Bergen

Die Klostergüter, jedoch ohne die Propstei Hersbruck, bildeten die Hofmark Bergen. Das Kloster genoss für die Hofmark seit dem 14. Jahrhundert die Niedere Gerichtsbarkeit und seit 1505 die Mitgliedschaft in der pfalz-neuburgischen Landschaft. 
Das Kloster wurde im Jahr 1542 durch Ottheinrich von Pfalz-Neuburg im Zuge der Reformation aufgehoben. Nach der Rekatholisierung übernahm 1641 das Jesuitenseminar in Neuburg an der Donau mit der Hofmark auch die alten Privilegien. 
Die Landstandschaft fiel 1808 mit der Aufhebung der pfalz-neuburgischen Landschaft weg. Auf die niedere Gerichtsbarkeit verzichtete das Seminar 1817. Sie wurde seitdem vom Landgericht Neuburg an der Donau ausgeübt. Die Grundherrschaft des Seminars endete 1848.